# 三元橋駅
三元橋駅（さんげんきょうえき）は、中華人民共和国北京市朝陽区にある、北京地下鉄の駅。

## 利用可能な鉄道路線
10号線と首都機場線の2路線が乗り入れる。計画当初は首都機場線を停車させない予定であったが、計画が変更され乗換駅となった。

## 歴史
- 2006年11月15日 - 首都機場線の駅構内竣工[2]。
- 2007年4月28日 - 10号線の駅構内竣工[3]。
- 2008年7月19日 - 10号線、首都機場線同時開業[4]。
- 2022年12月24日 - 12号線に関する改造工事の為、10号線当駅閉鎖[5]。
- 2023年3月18日 - 10号線駅再開業[6]。
- 2024年12月15日 - 12号線が開業。

## 駅構造

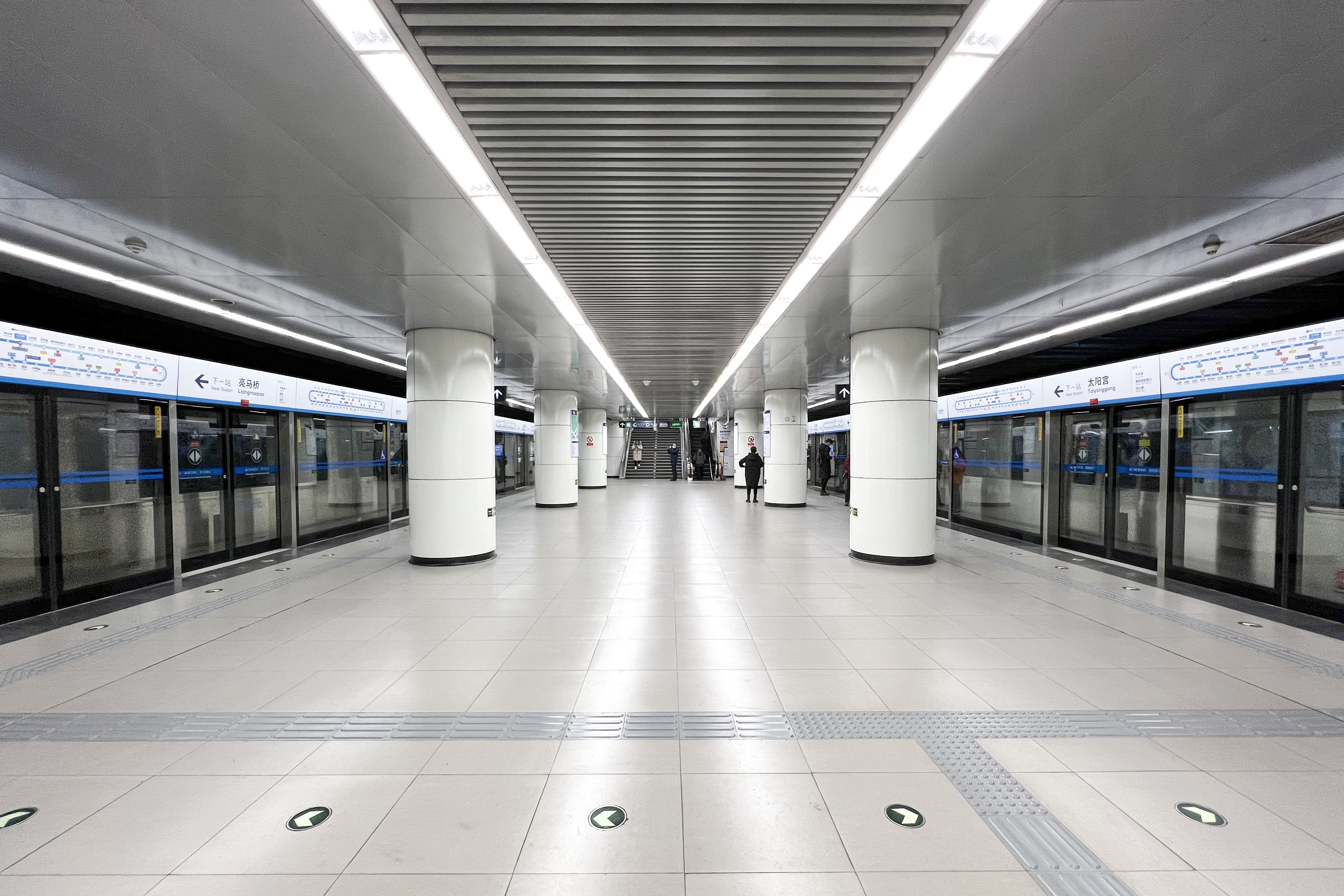
10号線ホーム

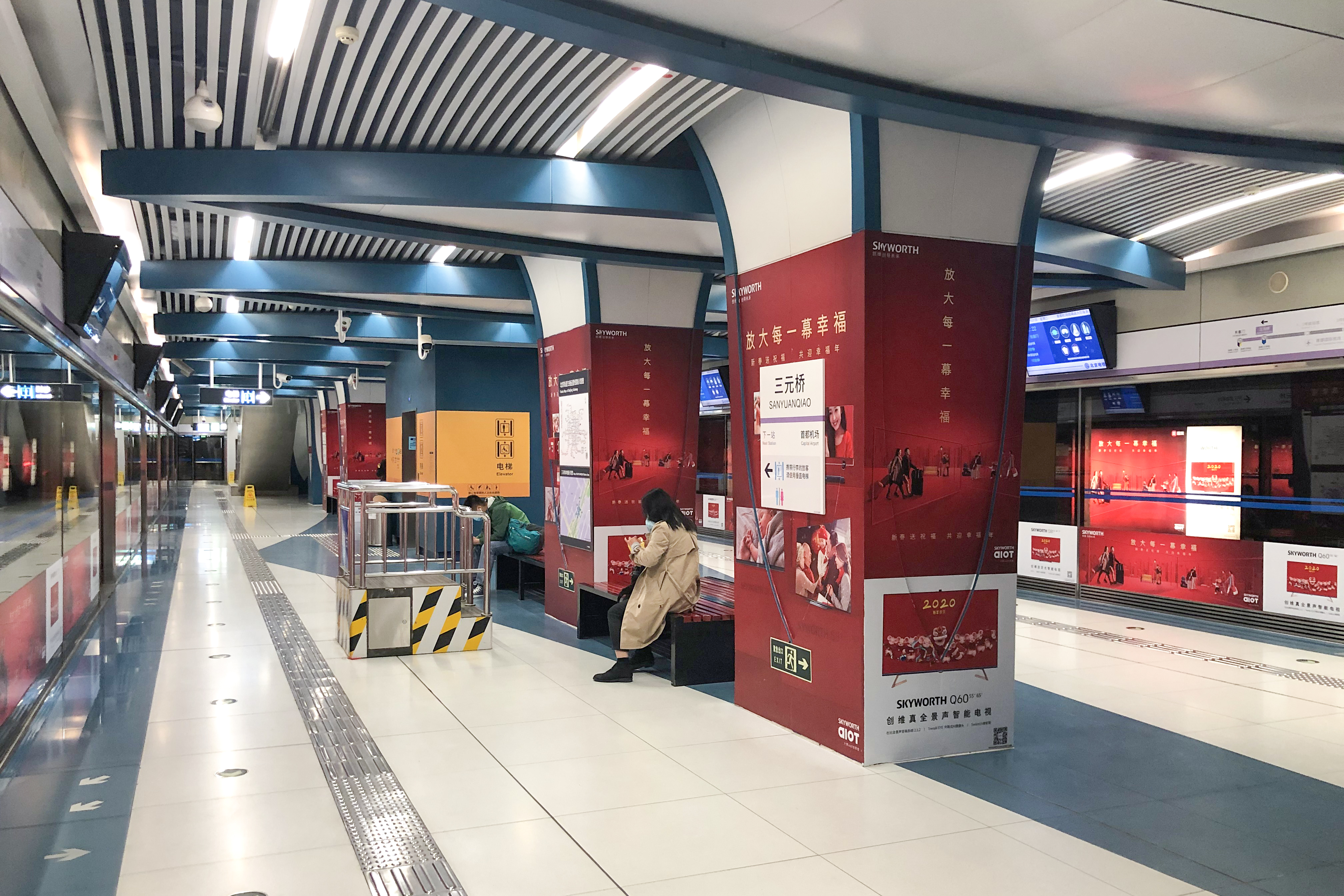
首都機場線ホーム

地下2階に島式ホーム2面4線を有する地下駅。10号線と首都機場線でそれぞれ1面2線の島式ホームを使用しており、互いのホームは壁で隔てられていて見えない。
10号線と機場線の改札階は地下1階にある。首都機場線は他の北京地下鉄の路線とは別料金のため、改札口が路線別に設けられている。

### のりば
案内上ののりば番号は設定されていない。駅西北側からの線路順で記す。
| 西方向 | 首都機場線 | 東直門行き                     |
| 東方向 | 首都機場線 | 北京首都国際空港（T3・T2）方面 |
| 外回り | 10号線     | 北土城・海淀黄荘・巴溝方面     |
| 内回り | 10号線     | 国貿・宋家荘・豊台方面         |

## 駅周辺
- 鳳凰匯購物中心
- 鳳凰城
- 海華城
- 中電発展大厦
- 首都機場高速路（中国語版）三元橋出入口
- 京密路
- 北京日本人学校

## 隣の駅
北京地下鉄
 10号線
太陽宮駅 - 三元橋駅 - 亮馬橋駅
 12号線
西壩河駅 - 三元橋駅 - 将台西駅
 首都機場線
ループ開始
東直門駅 → 三元橋駅 → 3号航站楼駅
ループ終了
2号航站楼駅 → 三元橋駅 → 東直門駅